# أنت الأسوأ (الموسم الأول)
الموسم الأول من مُسلسل الكوميديا والدراما الأمريكي أنت الأسوأ، بدأ عرضهُ في 17 يوليو، 2014، على قناة "FX". واحتوى على 10 حلقات، إنتهى عرضهُ في 18 سبتمبر، 2014.

## الممثلين والشخصيات

### شخصيات رئيسية
- كريس غير بدور جيمي شايف-أوفيرلي، كاتب إنجليزي يعيش في لوس أنجلوس.
- آيا كاش بدور غريتشن كاتلر، امرأة مكتئبة، تعمل مسؤولة علاقات عامة في شركة إنتاج موسيقي.
- ديزمن بورغس بدور إيدغار كينتيرو، جندي سابق مصاب بإضطراب نفسي، وهو صديق جيمي المُقرب وشريكه في السكن.
- كيذر دونهيو بدور لينزي جيليان، صديقة غريتشن المقربة.

### شخصيات ثانوية
- جانيت فارني بدور بيكا باربرا، صديقة لينزي، وحبيبة جيمي السابقة.
- تود روبرت أندرسون بدور فيرنون باربرا، أخ لينزي غير الشقيق وزوج بيكا.
- آلان ماكليود بدور بول جيليان، زوج لينزي.
- شاين فرانسيس سميث بدور كيليان مونس.
- براندون ميشال سميث بدور سام دريزدن، مغني راب.
- ستيفن شنايدر بدور تاي وايلاند، مخرج أفلام وحبيب غريتشن السابق.
- جيوفاني سامويل بدور بريانا، مساعدة غريتشن.
- داريل بريت غيبسون بدور شيتستاين، عضو في فرقة سام.
- آلين مالدونادو بدور هني نتز، صديق سام وعضو في فرقته.
- ماجينا توفاه بدور أيمي كادينغل.
- كوليت وولف بدور دوروثي دوروود.
- تيسا فيرير بدور نينا كيوني.
- كولن كامبل بدور بارفلي.

## الحلقات
| التسلسل الإجمالي | تسلسل الموسم | عنوان الحلقة "بالإنجليزية"                      | إخراج              | كتابة                           | تاريخ العرض    | رمز الإنتاج | عدد المشاهدين (بالمليون) |
| ---------------- | ------------ | ----------------------------------------------- | ------------------ | ------------------------------- | -------------- | ----------- | ------------------------ |
| 1                | 1            | «Pilot»                                         | جوردان فوغت-روبرتس | ستيفن فالك                      | 17 يوليو 2014  | XYW01001    | 0.765                    |
| 2                | 2            | «Insouciance»                                   | أليكس هاردكاسل     | ستيفن فالك                      | 24 يوليو 2014  | XYW01002    | 0.610                    |
| 3                | 3            | «Keys Open Doors»                               | أليكس هاردكاسل     | ستيفن فالك                      | 31 يوليو 2014  | XYW01003    | 0.393                    |
| 4                | 4            | «What Normal People Do»                         | أليكس هاردكاسل     | ستيفن فالك                      | 7 أغسطس 2014   | XYW01004    | 0.565                    |
| 5                | 5            | «Sunday Funday»                                 | جوردان فوغت-روبرتس | ستيفن فالك                      | 14 أغسطس 2014  | XYW01005    | 0.415                    |
| 6                | 6            | «PTSD»                                          | جوردان فوغت-روبرتس | فرانكلن هاردي و شاين كوساكاوسكي | 21 أغسطس 2014  | XYW01006    | 0.555                    |
| 7                | 7            | «Equally Dead Inside»                           | جوردان فوغت-روبرتس | أليسون بينيت                    | 28 أغسطس 2014  | XYW01007    | 0.533                    |
| 8                | 8            | «Finish Your Milk»                              | مات شاكمان         | إيفا أنديرسون                   | 4 سبتمبر 2014  | XYW01008    | 0.472                    |
| 9                | 9            | «Constant Horror and Bone-Deep Dissatisfaction» | مات شاكمان         | ستيفن فالك                      | 11 سبتمبر 2014 | XYW01009    | 0.535                    |
| 10               | 10           | «Fists and Feet and Stuff»                      | مات شاكمان         | ستيفن فالك                      | 18 سبتمبر 2014 | XYW01010    | 0.552                    |